# Innocent Naki
Pour les articles homonymes, voir Naki.
 (janvier 2013).
Si vous disposez d'ouvrages ou d'articles de référence ou si vous connaissez des sites web de qualité traitant du thème abordé ici, merci de compléter l'article en donnant les références utiles à sa vérifiabilité et en les liant à la section « Notes et références ».
Innocent Naki est un journaliste et écrivain ivoirien, né à Abidjan en 1976, vivant en Suisse depuis 2001.
Innocent Naki est régulièrement invité par divers médias tant en Suisse alémanique qu'en Suisse romande pour ses analyses sur les questions de cohabitation culturelle, lutte contre les discriminations et l'intégration des étrangers en Suisse.

## Livres
- La Suisse, les étrangers et les noirs, publié en 2004 aux Éditions de l’Aire[2].
- Métissage culturel, regards de femmes, 2006, Éditions Swiss Métis, préfacé par Jean Ziegler.
- Sois parfait ou retourne chez toi !, 2007.